# Prasonica plagiata
Prasonica plagiata là một loài nhện trong họ Araneidae.
Loài này thuộc chi Prasonica. Prasonica plagiata được Raymond Comte de Dalmas miêu tả năm 1917.